# Жукі (гміна Тикоцин)
Жукі (пол. Żuki) — село в Польщі, у гміні Тикоцин Білостоцького повіту Підляського воєводства.
Населення — 97 осіб (2011).
У 1975-1998 роках село належало до Білостоцького воєводства.

## Демографія
Демографічна структура станом на 31 березня 2011 року:
|          | Загалом | Допрацездатний вік | Працездатний вік | Постпрацездатний вік |
| -------- | ------- | ------------------ | ---------------- | -------------------- |
| Чоловіки | 49      | 12                 | 27               | 10                   |
| Жінки    | 48      | 10                 | 18               | 20                   |
| Разом    | 97      | 22                 | 45               | 30                   |